# Sergej Pugačov
Sergej Pugačov (* 4. února 1963 Kostroma) je ruský podnikatel a politik, někdejší miliardář. Vedl volební kampaně prezidentů Borise Jelcina i Vladimira Putina. Od roku 2001 byl v Rusku po deset let senátorem.
Z blízkého přítele Putina se stal jeho ostrým kritikem. Jeho podnikatelské impérium se rozpadlo, v Rusku je obviněn ze zpronevěry a hrozí mu 10 let vězení. Pugačov obvinění považuje za absurdní. Od roku 2011 žije nejvíce v Londýně, odkud v létě 2015 prchl do francouzského Nice.

## Život
Pugačov zbohatl díky podnikání v bankovnictví již v době, kdy byl ruským prezidentem Boris Jelcin. Byl také majitelem loděnic, uhelných dolů a nemovitostí v Moskvě a Petrohradě. Stal se pak i blízkým člověkem Vladimira Putina, míval proto přezdívku „Putinův bankéř“. V roce 2008 dosahoval Pugačovův majetek podle odhadu časopisu Forbes asi dvě miliardy dolarů. Patřil tak mezi 50 nejbohatších Rusů.
Téhož roku se ale neshodl s jinými vlivnými lidmi z Putinova okolí. V říjnu 2010 ústřední banka zrušila licenci Pugačovově bance Mežprombank, která poté zbankrotovala. Ještě předtím ji však Pugačov údajně vytuneloval. V Rusku je tak obviněn ze zpronevěry a hrozí mu 10 let vězení. Na základě ruské žádosti na něj vydal zatykač Interpol.
V roce 2011 Pugačov, který obvinění označuje za absurdní, Rusko opustil. Se svou partnerkou a třemi dětmi se usadil v Londýně. V létě 2015, přestože mu byl zabaven pas, uprchl přes Paříž do Nice (od roku 2009 je francouzským občanem). Důvodem podle něj byly výhrůžky smrtí.
V září 2015 podal na Rusko u arbitrážního soudu v Haagu žalobu, díky níž chce získat přes 10 miliard dolarů (asi 242 miliard Kč) jako odškodnění za rozpad svého podnikatelského impéria.

## Vyznamenání
- Pamětní medaile 1000. výročí Kazaně – Rusko, 2005